# Pseudochromis tapeinosoma
Pseudochromis tapeinosoma är en fiskart som beskrevs av Pieter Bleeker, 1853. Pseudochromis tapeinosoma ingår i släktet Pseudochromis och familjen Pseudochromidae. Inga underarter finns listade i Catalogue of Life.